# Lübberstedt
Lübberstedt, Platduits: Lübbs, is een gemeente in de Duitse deelstaat Nedersaksen. De gemeente maakt deel uit van de Samtgemeinde Hambergen in het Landkreis Osterholz.
Lübberstedt telt 740 inwoners.

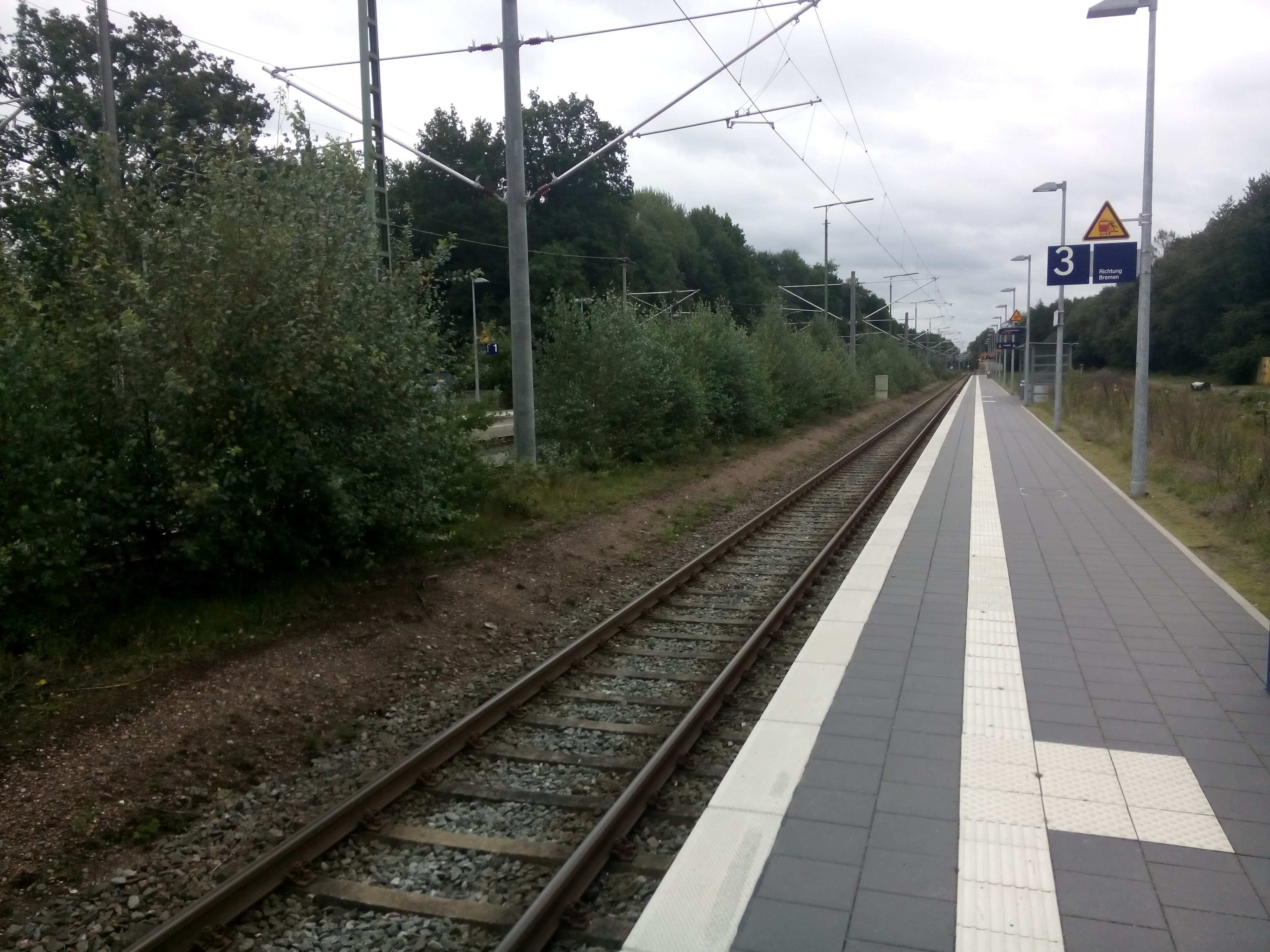
Station

Station Lübberstedt ligt aan de spoorlijn Bremen-Bremerhaven. Dit station staat in het gehucht Wohlthöfen, 1½ km ten noordwesten van het dorp Lübberstedt zelf. Van hier bestaat een belbusverbinding met Hagen im Bremischen.

## Geschiedenis

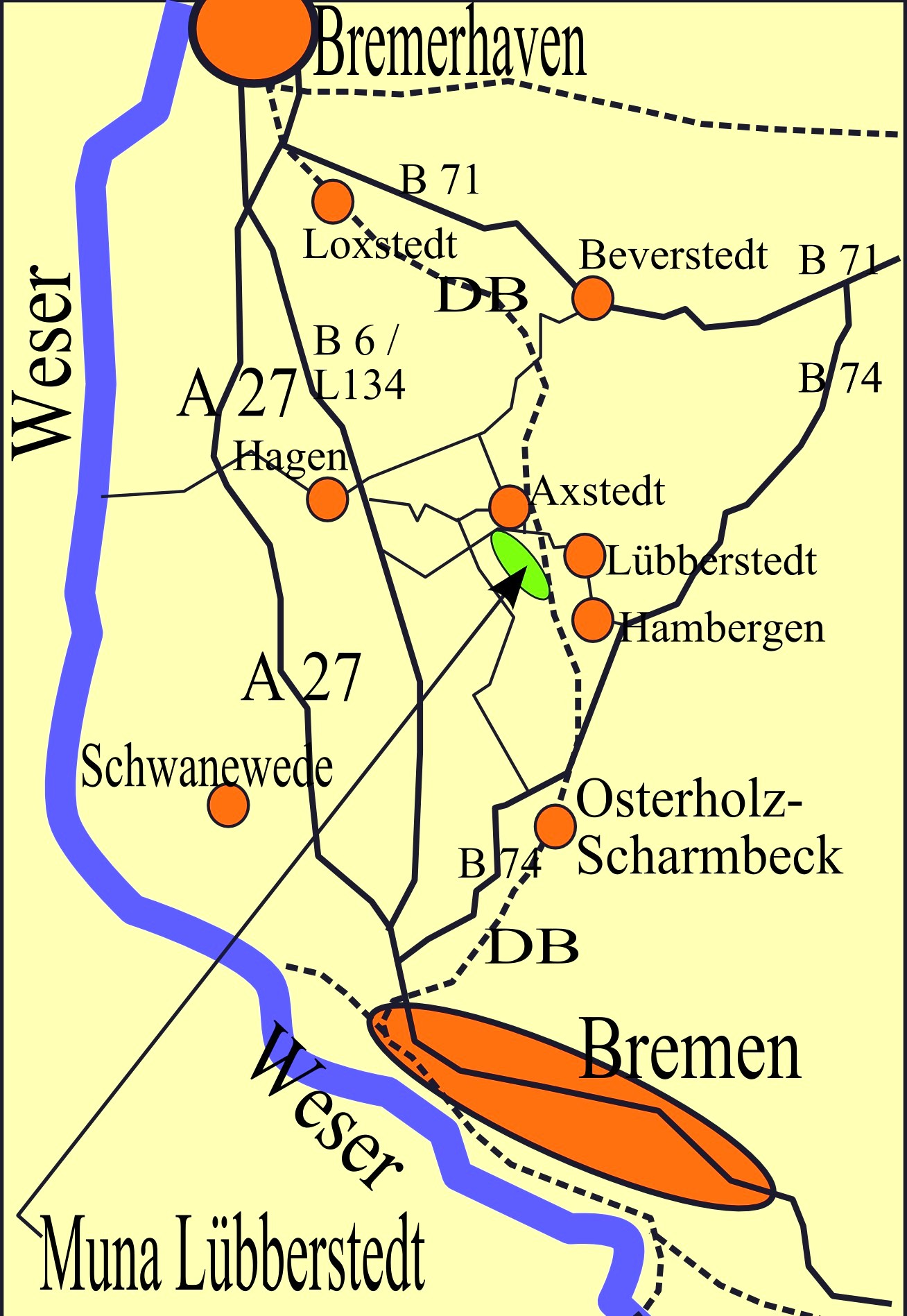
Voormalige Muna (1936-1945; op dit kaartje groen)
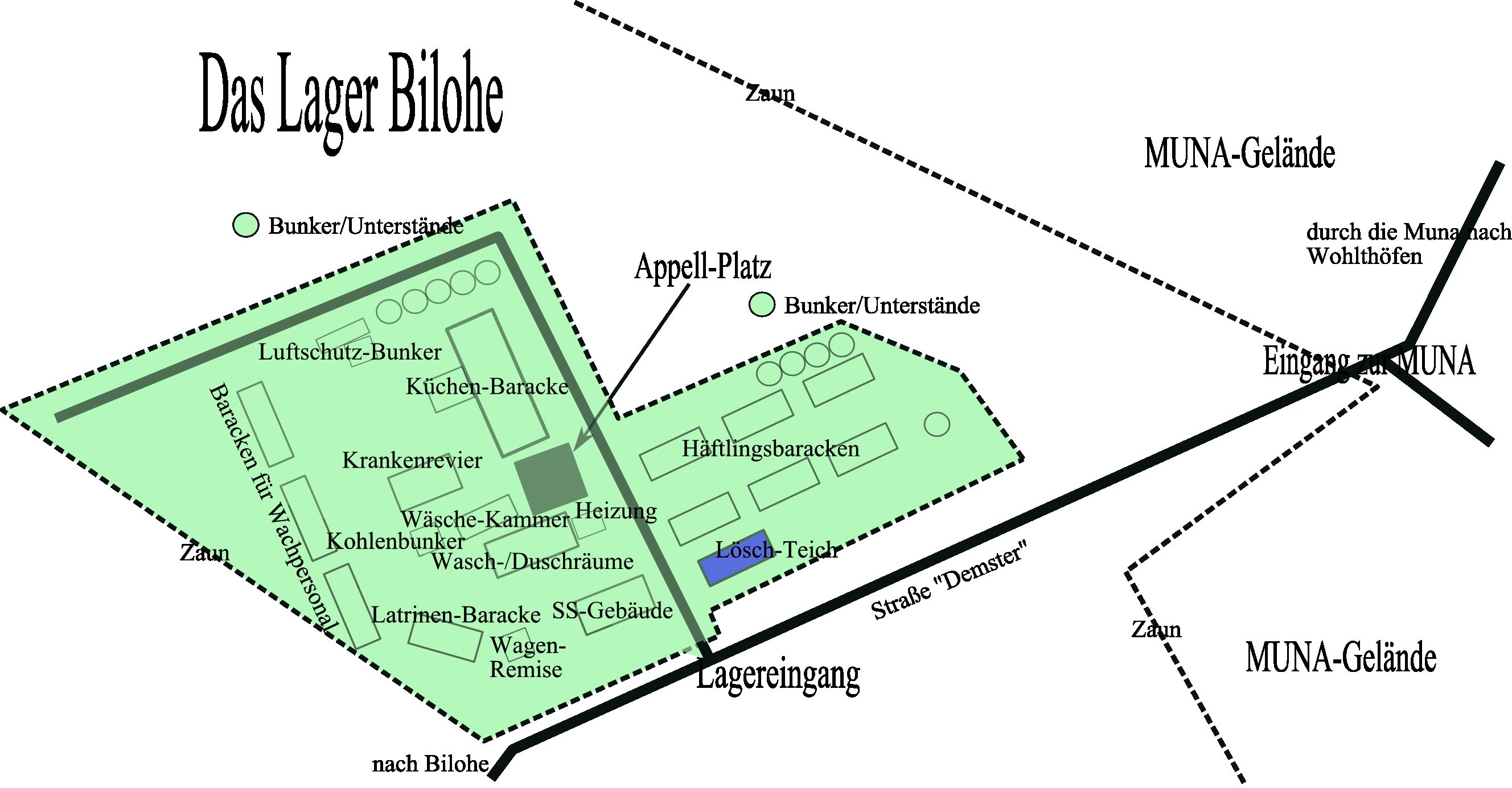
Plattegrond concentratiekamp

Van 1936 tot 1945 was hier een Munitionsanstalt (Muna) van de Wehrmacht gevestigd, met van 1944-1945, toen hier dwangarbeiders werden ingezet, een Außenlager van  concentratiekamp Neuengamme, later een groot, apart concentratiekamp Lübberstedt-Bilohe. Ook huisvestte het dorp enige andere werkkampen. Na de Tweede Wereldoorlog was hier tot 2009 een Britse, daarna Amerikaanse en ten slotte Bundeswehrkazerne gevestigd. In 2010 werd het terrein op een herdekingscentrum na omgeploegd en met bomen beplant voor een productiebos. Zeer uitvoerige informatie is te vinden op de Duitstalige Wikipedia onder het lemma Lufthauptmunitionsanstalt Lübberstedt.